# 佐々木ヨーコ
佐々木 ヨーコ（ささき ヨーコ、1948年8月12日 - ）は日本の元ローラーゲームの選手。試合は男女混合で編成されたチーム同士で行われ、日本の唯一のチーム、東京ボンバーズの女性側のキャプテンを務めた。その長い黒髪と美貌でアイドル的人気を誇りローラーゲームの女王と呼ばれた。旧姓、佐々木陽子で現在は鈴木陽子。

## 経歴
1948年8月12日、東京都足立区で二人姉妹の次女として生まれる。実家は美容院で、成女学園中学校・成女高等学校を卒業後、本人も美容師になるべく中野の美容学校へ進む。ここで資格を取り、実家の手伝いをする。
1968年の秋、20歳の頃、友人と後楽園ホールに遊びに行った時、アイスパレスでアメリカのローラーゲームを統括するナショナル・スケーティング・ダービー社が行った、プロスケーターの試験を受けるようにと関係者から声を掛けられ、気楽な気持ちで受けたところ合格する。その時、一緒に合格したのが、東京ボンバーズの男子のキャプテンとなるミッキー角田であった。そして2人は1969年の春にロサンゼルスに渡って3カ月の練習を積みロサンゼルス・サンダーバーズの一員として、アメリカの公式戦でデビューすることになった。2人はハリウッドにあるアパートに住み、家賃は『ローラーゲーム』を放送していた東京12チャンネルが持ち、生活費はサンダーバーズから支給される練習生としてのわずかな給料でまかなった。この頃のヨーコの生活は1年のうち、10ヵ月はアメリカで試合、2ヵ月が日本で休暇という流れであった。その活躍が日本でも放送されるようになって、日本でのローラーゲームの人気が次第に高まり、プロ選手を目指す者が徐々に増えていった。ダービー社は日本でのプロテストを受けて合格した者を次々とアメリカに送り込み、厳しいトレーニングを課してアメリカの各チームにふるい分けて実戦経験を積ませた。そして1972年6月、ヨーコを含む日本人選手をハワイへ集めて、日本人チームとニューヨークのチームがホノルル・シビック・オーデトリアムで戦い、日本側が勝利し東京ボンバーズが誕生した。
当時のローラーゲームを扱ったアメリカ映画、『カンサス・シティの爆弾娘』（日本公開、1972年12月9日）にヨーコは出演している。
1972年10月から東京12チャンネルで『日米対抗ローラーゲーム』が始まるとたちまち人気番組となり、視聴率は当時の2大番組と言われた『8時だョ!全員集合』（TBSテレビ）、『スター千一夜』（フジテレビジョン）に次いで3位につけた週もあり、裏番組のプロ野球巨人戦を超えたこともあった。練習生も毎月3、4百人ぐらいの勢いで増えていき、ヨーコのいるプロの一軍から下の四軍まで4千人にまで膨れ上がった。この人気は佐々木ヨーコ個人に負うところが大きく、本人はファンレターを週5、6百通は貰い、そのほとんどが小中高生の女の子からで、「ローラーゲームの人気=佐々木ヨーコの人気」と言われるほどファンの注目の的になった。ローラースケートは当時の流行で、子供たちが路上でローラースケート靴を履いて遊びに興じるなどしていたが、その火付け役の一つがテレビで放映されたこの『日米対抗ローラーゲーム』で、ヨーコはそのブームの最大の貢献者となった。試合は本場アメリカのチームを迎え撃つ日本人選手という構図で、ヨーコは、外人選手から試合中にキスを迫られるといったセクシャルハラスメントまがいの攻撃を受け、それを平手打ちで返したり、ハサミを持った敵が、長い髪を切ろうと襲い掛かったりするという奇襲にも遭う。また、テーブルに叩き付けられるといった厳しい攻めや、それに対抗して積極的に乱闘に参加するなど、試合はプロレス的な激しい展開となるのが常であった。その姿は「強い女性」として、若い女性のあこがれの存在となっていった。ヨーコはローラー初心者のコーチ役もしていたが、人気のあまり練習にもなかなか顔を出せないほどマスコミの対応に追われていた。
1974年1月、東京ボンバーズとして、アラスカ、ロサンゼルス、シカゴ、ニュージャージー、ワシントンD.C.、フィラデルフィア、ボルチモア、ニューヨークへ遠征、マディソン・スクエア・ガーデンでは2万人の大観衆の中で試合を行った。
『週刊少年マガジン』（1973年5月20日号、講談社）と『少年キング』（1973年10月1日号、少年画報社）で単独で表紙となる。
テレビドラマ、『出発進行!』（1973年9月25-12月18日、東京12チャンネル）に出演する。
漫画雑誌、『別冊少年チャンピオン』（1973年12月号、秋田書店）において、大倉元則作画で『佐々木ヨーコ物語』が掲載される。少女漫画雑誌、『りぼん』（1973年12月号、集英社）において、風間宏子作画で『佐々木ヨーコものがたり 燃える青春』が掲載される。どちらもヨーコの生い立ちから、ローラーゲームのスターの選手になるまでの成功物語という筋書きである。
1974年8月30日、日本武道館での対ウェスタン・レゲネーズ戦を最後に引退。一人でバンクを一周してファンとの別れを惜しんだ。引退の理由は結婚であった。10月27日、幼馴染の男性と結婚式をあげる。式は仲人は東京12チャンネルの関係者で、アメリカからダービー社の会長が出席するために来日し、日米対抗ローラーゲームの解説を行っていた土居まさるの祝電が読み上げられるなど、華やかなものになった。結婚後は夫の店の手伝いをしている。
『日米対抗ローラーゲーム』は1975年9月以来、放送打ち切りになっていたが、1978年11月4日に放送された、『走る格闘技 激突・ニューローラーゲーム 史上最強 東京ボンバーズ78対黒い軍団ブラック・ホークス』（東京12チャンネル）で解説を行った。
2010年のインタビューでは、「私の青春そのものでした。家族の反対にあったりして、いま考えると無謀だったかもしれないが、後悔はしていません。本当に楽しかったんですよ」と当時を振り返っている。
2014年2月2日、BSテレビ東京の『SPORTSアラカルト』で『激走!ローラーゲーム』が放送され、ゲスト解説を行った。
現在は3人の息子がおり、長男はローラーゲームの選手である。